# Paltostoma saltana
Paltostoma saltana är en tvåvingeart som beskrevs av Edwards 1929. Paltostoma saltana ingår i släktet Paltostoma och familjen Blephariceridae. Inga underarter finns listade i Catalogue of Life.